# Rami Gerszon
Rami Gerszon (ur. 12 sierpnia 1988 w Riszon le-Cijjon) – izraelski piłkarz występujący na pozycji obrońcy.

## Kariera klubowa
Gershon zawodową karierę rozpoczynał w 2007 roku w Hapoelu Ironi z Liga Leumit (II liga). W sezonie 2007/2008 zadebiutował w tych rozgrywkach. W tamtym sezonie rozegrał 5 spotkań. Z klubem spadł również do Liga Alef (III liga). W sezonie 2008/2009 zagrał tam w 24 meczach.
W 2009 roku został wypożyczony do belgijskiego Standardu Liège. W Eerste klasse zadebiutował 21 lutego 2010 roku w przegranym 1:2 pojedynku z Club Brugge. Latem 2010 roku Gershon został wykupiony z Hapoelu przez Standard. Został stamtąd jednak wypożyczony do KV Kortrijk, również z Eerste klasse. Pierwszy ligowy mecz zaliczył tam 31 lipca 2010 roku przeciwko Club Brugge (1:0). 6 listopada 2010 roku w wygranym 1:0 spotkaniu z Germinalem Beerschot strzelił pierwszego gola w belgijskiej ekstraklasie.
W 2014 roku przeszedł do KAA Gent. W 2017 trafił do Maccabi Hajfa.

## Kariera reprezentacyjna
W reprezentacji Izraela Gershon zadebiutował 12 października 2010 roku w przegranym 1:2 meczu eliminacji Mistrzostw Europy 2012 z Grecją.